# Cuello de botella (informática)
En ingeniería de software, un cuello de botella ocurre cuando la capacidad de una aplicación o un sistema informático está limitada por un solo componente, como el cuello de una botella que ralentiza el flujo general de agua. Se llama cuello de botella de un sistema al componente cuyo rendimiento es el más bajo de todas las partes de la ruta de transacción limitando así el resto del sistema. 
Los diseñadores de sistemas buscan evitar los cuellos de botella identificando y optimizando aquellos que ya existen en una aplicación de software o hardware. Algunos ejemplos comunes de cuellos de botella incluyen limitaciones en el hardware (como un procesador lento, una memoria insuficiente o unidades de almacenamiento de baja velocidad), enlaces de comunicación y operaciones de entrada/salida en disco (ya que, en general, son tareas bloqueantes). 
Un sistema o aplicación experimenta un cuello de botella cuando la carga de trabajo llega a un ritmo más rápido de lo que ciertos componentes pueden procesar.
De acuerdo con la teoría de restricciones, mejorar la ocurrencia de puntos críticos de la restricción de cuello de botella mejora la velocidad de procesamiento general del software.  Sin embargo, esta teoría también advierte que optimizar una etapa del proceso que no sea la restricción principal puede ser contraproducente, ya que podría generar más demoras y reducir la eficiencia global del software.
Un cuello de botella no solo reduce el rendimiento de un sistema, sino que también puede generar ineficiencia energética, costos adicionales y desperdicio de recursos. En ingeniería de software, hardware y redes, identificar y mitigar estas restricciones es importante para garantizar un funcionamiento óptimo. Sin embargo no es posible eliminar completamente todos los cuellos de botella de un sistema, ya que siempre habrá un componente que limite el rendimiento general. En cualquier sistema, ya sea de software, hardware o redes, la capacidad de procesamiento, transmisión o almacenamiento está determinada por múltiples factores interdependientes.
Cuando se optimiza un cuello de botella específico, otro componente puede convertirse en la nueva restricción. Por ejemplo, al mejorar la capacidad de procesamiento de un servidor, la red o el almacenamiento pueden volverse el nuevo factor limitante. Este fenómeno se debe a la naturaleza dinámica de los sistemas, donde cada optimización cambia la distribución de la carga de trabajo y puede desplazar el punto crítico.
Además, alcanzar un sistema sin cuellos de botella absolutos implicaría una inversión de recursos desproporcionada. En la práctica, la optimización sigue un principio de costo-beneficio, donde se mejora el rendimiento hasta un punto donde el esfuerzo adicional no justifica el beneficio obtenido. La clave está en identificar los cuellos de botella más significativos y mitigarlos en función de las necesidades del sistema, sin intentar eliminarlos por completo.
Por ejemplo, el proceso de rastrear cuellos de botella en un software (también denominados "puntos críticos": secciones del código que se ejecutan con mayor frecuencia) se denomina análisis de rendimiento.